# Lori Goldston
Lori Goldston to amerykańska wiolonczelistka, grała na tym instrumencie na koncercie MTV Unplugged in New York Nirvany. Grała też na płytach innych artystów, np. Dona Glenna.

## Wybrana dyskografia
Mirah With The Black Cat Orchestra: 
- To All We Stretch the Open Arm

Nirvana
- MTV Unplugged in New York
- Nirvana